# Yeva Vybornova
Yeva Vybornova (en ucraniano: Єва Виборнова; 13 de noviembre de 1974) es una deportista ucraniana que compitió en esgrima, especialista en la modalidad de espada.
Ganó una medalla de bronce en el Campeonato Mundial de Esgrima de 1998 y cinco medallas en el Campeonato Europeo de Esgrima entre los años 1995 y 2005.

## Palmarés internacional
| Campeonato Mundial | Campeonato Mundial        | Campeonato Mundial | Campeonato Mundial |
| Año                | Lugar                     | Medalla            | Prueba             |
| ------------------ | ------------------------- | ------------------ | ------------------ |
| 1998               | La Chaux-de-Fonds (Suiza) | Medalla de bronce  | Espada por equipos |
| Campeonato Europeo |                           |                    |                    |
| Año                | Lugar                     | Medalla            | Prueba             |
| 1995               | Keszthely (Hungría)       | Medalla de plata   | Espada individual  |
| 1998               | Plovdiv (Bulgaria)        | Medalla de plata   | Espada por equipos |
| 2001               | Coblenza (Alemania)       | Medalla de bronce  | Espada por equipos |
| 2002               | Moscú (Rusia)             | Medalla de bronce  | Espada por equipos |
| 2005               | Zalaegerszeg (Hungría)    | Medalla de bronce  | Espada por equipos |